# 春村早紀
春村 早紀（はるむら さき、1998年（平成10年）3月25日 - ）は、熊本県を拠点に活動した元リポーター。熊本放送のラジオカー「ミミー」を中心に活動する専属リポーターであった。

## 略歴
熊本市出身。
FM791のスタッフを経て、RKKラジオの専属ラジオカーリポーター「ミミーキャスター」に転じ、2023年8月1日より活動。
加入直後から、当時のミミーキャスター3人で楽曲をリリースするなど（後述）歴代ミミーの中でもかなりの活躍を見せた。

### 病気による突然の休業と卒業
しかし2024年5月下旬から突如としてラジオ番組のリポートから姿を消し休養に入る。
その後同年7月31日、ミミーキャスターの公式SNSにて「ミミーキャスター」卒業を発表。体調不良によるものだという。1年間という短い活動期間であった。

## 人物・エピソード
- 身長154cm（先述）[1]。
- 愛称はむらさき[2][3]。
- 歴代のミミーキャスターではごく稀な眼鏡着用者[注釈 4]で、春村加入とほぼ同時に制作されたミミーキャスターのイメージソング「笑顔ノタカラモノ」のMV[6]でも、フォックスもしくはウェリントン型フレームの眼鏡を着用する彼女の姿が見える。
- 趣味はドライブ、アニメ鑑賞、ゲーム[2]等。
- 特技はイラスト作成[1]。
- 狩猟免許（わな）を取得している。

## ディスコグラフィ
「ミミーキャスター」デビュー直後に「ミミーキャスターイメージソング」として「MIMI」名義で当時の他ミミーキャスター（小出馨子・古戝沙季）とユニットを組んでリリースしたもの。作詞・作曲は当時局のジングルを一手に手掛けていた社外ディレクターが「BAJA」名義で手掛けた。
|   | 発売日     | タイトル         |
| - | ---------- | ---------------- |
| 1 | 2023年10月 | 笑顔ノタカラモノ |